# Liste der Bodendenkmäler in Obermichelbach
Auf dieser Seite sind die Bodendenkmäler in der mittelfränkischen Gemeinde Obermichelbach zusammengestellt. Diese Tabelle ist eine Teilliste der Liste der Bodendenkmäler in Bayern. Grundlage ist die Bayerische Denkmalliste, die auf Basis des Bayerischen Denkmalschutzgesetzes vom 1. Oktober 1973 erstmals erstellt wurde und seither durch das Bayerische Landesamt für Denkmalpflege geführt wird. Die folgenden Angaben ersetzen nicht die rechtsverbindliche Auskunft der Denkmalschutzbehörde.

## Bodendenkmäler der Gemeinde Obermichelbach

### Bodendenkmäler in der Gemarkung Obermichelbach
| Lage                      | Objekt | Akten-Nr.     | Bild |
| ------------------------- | --- | ------------- | ---- |
| Obermichelbach (Standort) | Freilandstation des späten Paläolithikums. | D-5-6431-0056 |      |
| Obermichelbach (Standort) | Freilandstation des Mesolithikums. | D-5-6431-0057 |      |
| Obermichelbach (Standort) | Mittelalterliche und frühneuzeitliche Befunde im Bereich der Evangelisch-Lutherischen Pfarrkirche St. Jakobus (Hl. Geist) und ihrer Vorgängerbauten in Obermichelbach. | D-5-6431-0117 |      |